# Ерлангенська програма

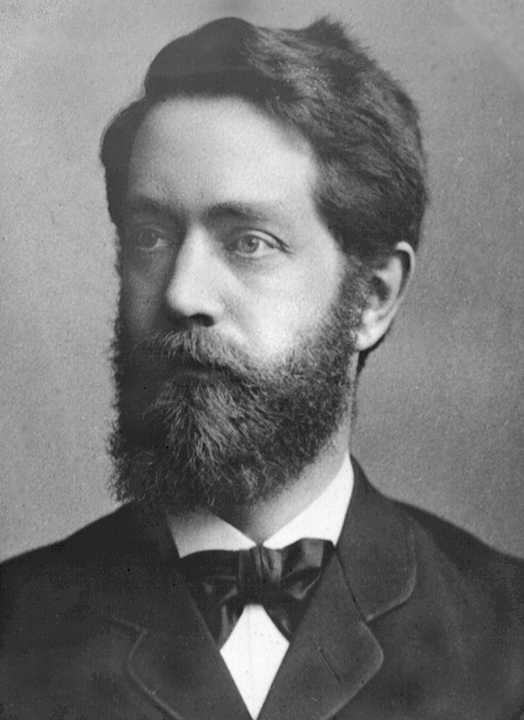
Фелікс Клейн

Ерлангенська програма —  виступ 23-річного німецького математика Фелікса Кляйна в Ерлангенскому університеті (жовтень 1872 року), в якому він запропонував загальний алгебраїчний підхід до різних геометричних теорій і намітив перспективний шлях розвитку. Доповідь була пов'язана з процедурою затвердження Кляйна на посаді професора і була опублікована у тому ж році.
В оригіналі доповідь Кляйна називалася «Порівняльний огляд новітніх геометричних досліджень» (нім. Vergleichende Betrachtungen über neuere geometrische Forschungen), але в історію науки вона увійшла під короткою назвою «Ерлангенська програма». Вплив цієї програми на подальший розвиток геометрії був надзвичайно великий. На новому рівні повторилося відкриття Декарта: алгебризація геометрії дозволила отримати глибокі результати, для старих інструментів зовсім недосяжні.

## Короткий зміст
На середину XIX століття геометрія розділилася на безліч погано узгоджених розділів: евклідову, сферичну, гіперболічну, проєктивну, афінну, риманову, багатовимірну, комплексну тощо. На рубежі століть, вже після доповіді Кляйна, до них додалися ще псевдоевклідова геометрія та топологія.
Кляйнові належить ідея алгебричної класифікації різних галузей геометрії згідно з тими класами перетворень, які для цієї геометрії несуттєві. Більш точно висловлюючись, один розділ геометрії відрізняється від іншого тим, що їм відповідають різні групи перетворень простору, а об'єктами вивчення виступають інваріанти таких перетворень. Основи теорії груп до цього часу вже були створені Еварістом Галуа і Каміллом Жорданом. 
Наприклад, класична евклідова геометрія вивчає властивості фігур і тіл, що зберігаються при рухах без деформації; їй відповідає група, яка містить обертання, перенесення і їхнє поєднання. Проєктивна геометрія може вивчати конічні перетини, але не має справи з колами або кутами, тому що кола та кути не зберігаються при проєктивних перетвореннях. Топологія досліджує інваріанти довільних неперервних перетворень (до речі, Кляйн відзначив це ще до того, як народилася топологія). Вивчаючи алгебраїчні властивості груп перетворень, ми можемо відкрити нові глибокі властивості відповідної геометрії, а також простіше довести старі. Підхід Кляйна уніфікував різні геометрії та його методи прояснили їхні відмінності.
Приклад простого доказу того, що медіани будь-якого трикутника перетинаються в одній точці. Медіана є афінним інваріантом; якщо в рівносторонньому трикутнику медіани перетинаються в одній точці, то і в будь-якому іншому це буде вірно, тому що будь-який трикутник можна афінним перетворенням перевести в рівносторонній і назад.
Слід зазначити, що після першої алгебризації геометрії Декартом, тобто в аналітичній геометрії, малася одна незручність: часто доводилося окремо доводити геометричний характер результатів, тобто їхню незалежність від системи координат. Додатковою перевагою підходу Кляйна було те, що отримані інваріанти по самому змісту свого визначення від системи координат не залежать.